# 케이트 맥개리글
케이트 맥개리글(Kate McGarrigle, 1946년 2월 6일 ~ 2010년 1월 18일)은 캐나다의 가수이다.